# Ліза Граф
Ліза Граф (нім. Lisa Graf, 13 листопада 1992) — німецька плавчиня.
Учасниця Олімпійських Ігор 2016 року.
Чемпіонка Європи з водних видів спорту 2012 року.